# Kacy Hill
Kacy Anne Hill (Phoenix, 1º maggio 1994) è una cantante statunitense.

## Carriera
Cresciuta in Arizona, ha iniziato a lavorare come modella all'età di 16 anni, prima di trasferirsi a Los Angeles per lavorare in American Apparel.
È stata ballerina nel The Yeezus Tour di Kanye West nel periodo 2013-2014. Nel 2014 inizia anche la sua carriera musicale con il singolo Experience. Nell'ottobre 2015 pubblica il suo primo EP, ovvero Bloo.
Collabora con il rapper Travis Scott per il brano 90210, inserito nell'album Rodeo (2015).
Tra il 2016 ed il 2017 collabora con Kid Cudi per il brano Releaser incluso nell'album Passion, Pain & Demon Slayin' (2016) e con Cashmere Cat per il brano Europa Pools inserito nell'album 9 (2017).
Nel 2017 pubblica i singoli Hard to Love, prodotto da Stuart Price & Oskar Sikow, e Like a Woman, prodotto da DJ Mustard, Terrace Martin e DJ Dodger Stadium (DJDS). Entrambi i singoli vengono inclusi nel suo primo album in studio Like a Woman, uscito nel giugno 2017.
Nell'agosto 2018 pubblica in maniera indipendente il singolo Dinner. Nel maggio 2019 annuncia di aver lasciato l'etichetta GOOD Music e nel luglio 2020 pubblica in maniera indipendente il suo secondo album in studio Is It Selfish If We Talk About Me Again. Nel brano I Believe In You vi partecipa Francis and the Lights.

## Discografia

### Album in studio
- 2017 – Like a Woman
- 2020 – Is It Selfish If We Talk About Me Again

### EP
- 2015 – Bloo

### Singoli
- 2014 – Experience
- 2015 – Foreign Fields
- 2016 – Lion
- 2017 – Like a Woman
- 2017 – Hard to Love
- 2018 – Dinner
- 2019 – To Someone Else
- 2020 – I Believe In You (featuring Francis and the Lights)
- 2020 – Porsche
- 2020 – Unkind